# Ozyptila nipponica
Ozyptila nipponica es una especie de araña cangrejo del género Ozyptila, familia Thomisidae.

## Distribución
Esta especie se encuentra en China, Corea y Japón.